# Pēteris Barisons
Pēteris Barisons (né le 18 avril 1904 en Lettonie – mort le 13 juillet 1947 en Lettonie) est un compositeur et chef d'orchestre letton.